# Seifer Almasy
Seifer Almasy (サイファー・アルマシー Saifā Arumashī?) es un personaje ficticio del universo Final Fantasy. Es uno de los antagonistas del juego de RPG Final Fantasy VIII. Es el rival de Squall Leonheart.

## Final Fantasy VIII
Seifer es un alumno aplicado aunque algo problemático del Jardín de Balamb, llegó allí después de quedar huérfano en la guerra de la bruja. Siempre está estudiando y entrenando con Squall, al que considera su gran rival.  Siempre está acompañado de Trueno (Raijin) y Viento (Fuujin), juntos forman el comité disciplinario del Jardín.

### Examen de SeeD
Durante el examen de SeeD, es el líder del equipo B, junto a Squall y Zell. Su misión es proteger la plaza de la ciudad de Dollet de los soldados de Galbadia, pero impaciente por perder el tiempo, ordena seguir a unos soldados a una torre de comunicación y así llevarse la gloría. Por este acto, Seifer es suspendido y retirado de intentar ser SeeD al haber puesto en peligro a sus compañeros, además fue retenido en la cámara de castigo de la que posteriormente escaparía.

### Caballero de la Bruja
Con ocasión del comunicado del presidente de Galbadia en la ciudad de Timber, intervienen tanto Quistis como Seifer para impedir su transmisión. Pero en este momento aparece Edea Kramer, quien posee fácilmente la mente de Seifer haciendo que ambos desaparezcan del lugar. Luego Squall y el resto del grupo reciben la noticia de que éste había sido condenado a muerte y ejecutado. Luego se comprobaría que esta noticia es falsa y que Edea lo había convertido en su caballero protector, a él también se le unen Trueno y Viento debido a su sentimiento  de amistad.

### Líder de Galbadia
Tras la derrota de Edea, Seifer se convierte en el líder de Galbadia. Después y siguiendo las indicaciones de Artemisa consigue utilizar el Lunatic Pandora con el objetivo de rescatar a la bruja Adel. En la última batalla que tiene lugar en el Luntic Pandora, Seifer derrota al GF Odín. Tras ser debilitado por Squall y compañía, aparecerá el GF Gilgamesh, quien lo derrotará definitivamente. Tras este combate, Seifer reúne las pocas fuerzas que le quedaban y consigue secuestrar a Rinoa. Más tarde y tras la derrota de Artemisa, Seifer queda liberado de la posesión mental que padecía y vuelve a la normalidad.

### Jugable
En el juego, se puede controlar a Seifer durante el examen de SeeD. El arma de Seifer es el Sable-Pistola, y su Límite se llama Sed de Venganza. Más tarde, cuando se haya convertido en tu enemigo, aprende Torbellino Final siendo así más poderoso.

## Otras Apariciones
- Kingdom Hearts II: Aparece al inicio del juego, en Villa Crepúsculo. Es el matón del barrio. Junto a Trueno, Viento y Vivi (de Final Fantasy IX), forma su pandilla. Es el rival de la Pandilla de Hayner.

- Datos: Q10750617